# ۵۲۷ (خورشیدی)
۵۲۷ پانصد و بیست و هفتمین سال هجری خورشیدی است.